# Порт Табоако Вилиџ (Мериленд)
Порт Табоако Вилиџ (енгл. Port Tobacco Village) град је у америчкој савезној држави Мериленд.

## Демографија
По попису из 2010. године број становника је 13, што је 2 (-13,3%) становника мање него 2000. године.
| Група             | 2000.     | 2010.      |
| Белци             | 9 (60,0%) | 11 (84,6%) |
| Афроамериканци    | 4 (26,7%) | 1 (7,7%)   |
| Азијати           | 1 (6,7%)  | 0 (0,0%)   |
| Хиспаноамериканци | 0 (0,0%)  | 0 (0,0%)   |
| Укупно            | 15        | 13         |